# Compagnie Générale de Railways et d’Électricité
La Compagnie Générale de Railways et d’Électricité est formée en Belgique en novembre 1904 à Bruxelles. 
Le principal actionnaire est le Baron Edouard Empain. 
La compagnie développe son activité dans le secteur des chemins de fer et tramways, dans la production d'électricité et l'industrie ferroviaire.
Elle disparait en 1930 dans la fusion avec la Compagnie Belge pour les Chemins de Fer Réunis et la Fédération d’Entreprises de Transports et d’Électricité (ex  Fédération Française et Belge des Tramways )  aboutissant à la création de la Société Compagnies Réunies d’Électricité et de Transports (Electrorail) .